# 長谷川悦夫
長谷川悦夫（はせがわ えつお、1967年 - ）は、日本の考古学の研究者。富山県生まれ。東京大学大学院総合文化研究科博士課程中退。
専門は新大陸考古学で、いわゆる中間地域のうち中米南部(Lower Central America)の研究で知られる。

## 論文
- 「伝播か在地発展か-1980年代の中央アメリカ南部考古学の動向-」『古代アメリカ』第5号所収、2002年
- 「先コロンブス期のマナグア湖畔-チョロテガの移住に関する諸問題-」『古代アメリカ』第2号所収、1999年
- 「エル･プエンテ遺跡における居住の開始とコパン＝マヤ文明の影響」中南米考古学研究会会誌

## 共著
- 『マヤとインカ-王権の成立と展開』（貞末堯司編、伊藤伸幸・古手川博一・佐藤悦夫・嘉幡茂・中村誠一・佐藤孝裕・青山和夫・横山玲子・大越翼・多々良穣・石原玲子・黒崎充・芝田幸一郎・鶴見英成・渡部森哉・坂井正人・岩田安之・大平秀一・森下壽典共著）、同成社、2005年

## 翻訳
- 中村誠一監修--サイモン・マーティン（Simon Martin)/ニコライ・グルーベ (Nikolai Grube)著 『古代マヤ王歴代誌』、（徳江佐和子・野口雅樹共訳）、創元社、2002年
- マイケル・コウ（en:Michael D. Coe）著『古代マヤ文明』、（加藤泰建共訳）、創元社、2003年